# Luis Cabrera Ferrada
Luis Cabrera Ferrada; (Curicó, 21 de junio de 1888 - Santiago, 10 de septiembre de 1972). Abogado y político conservador chileno. Hijo de Efraín Cabrera Muñoz y Mercedes Ferrada Rojas. Contrajo matrimonio con Modesta Gutiérrez Magnan (1931).

## Actividades Profesionales
Educado en el Seminario de Talca, luego pasó a Santiago, donde estudió Leyes en la Pontificia Universidad Católica de Chile y la Universidad de Chile, titulándose de abogado en esta última con una tesis llamada "Acciones posesorias".
Se dedicó a las actividades agrícolas en su fundo "Los Alisos" de Curicó y luego en Calera de Tango en el fundo "Palermo".

## Actividades Políticas
Militante del Partido Conservador desde 1930; fue secretario del directorio departamental de la colectividad en Santiago.
Fue elegido Diputado por la 24.ª agrupación departamental de Ancud, Quinchao y Castro (1926-1930), integrando la comisión de Industria y Comercio. Reelecto Diputado por la misma agrupación departamental para la elección del Congreso Termal (1930-1934) el cual terminó siendo disuelto con la revolución socialista de junio de 1932.
Electo Diputado por la 11.ª agrupación departamental de Curicó y Mataquito (1937-1941), integrando esta oportunidad la comisión permanente de Agricultura y Colonización. Fue reelecto Diputado por dos períodos más en esta misma agrupación distrital (1941-1945 y 1945-1949), participando de las comisiones permanentes de Gobierno Interior y la de Vías y Obras Públicas.
Durante su paso por la Cámara de Diputados fomentó el aumento de la navegación en los mares del sur del país, situación que mejoraría las condiciones socioeconómicas de Chiloé, de acuerdo a su punto de vista.
Abandonó el Partido Conservador e ingresó en 1952 al Partido Nacional Cristiano, del cual fue presidente y vicepresidente nacional. En 1958 ingresó al Partido Conservador Social Cristiano, llegando a ser presidente de la Junta Ejecutiva de la colectividad.
Fue fundador, director y presidente del Centro "Carlos Walker Martínez".